# Спёкшийся 2
«Спёкшийся 2» (англ. Gingerdead Man 2: Passion of the Crust) — американский комедийный слэшер, сиквел фильма «Спёкшийся», снятый режиссёром Уильямом Батлером.
В центре сюжета находится маньяк по прозвищу Спёкшийся, душа которого заключена в пряничном человечке. На этот раз Спёкшийся попадает в Лос-Анджелес и устраивает кровавую резню на съёмочной площадке фильма ужасов, убивая и актёров, и членов съёмочной группы.
Фильм был выпущен на DVD и в формате direct-to-video 4 июля 2008 года.
В 2011 году состоялась премьера третьего фильма франшизы — «Спёкшийся 3».

## Сюжет
Молодой парень Келвин Читам пытается спасти киностудию своего отца от банкротства, снимая продолжения малобюджетных фильмов, которые были выпущены его отцом ранее. Против деятельности Келвина выступает блогер под ником «Demon Warrior 13», который организует митинг против съёмок нового фильма.
Во время съёмок одна из бутафорских марионеток взрывается, из-за чего между актёрами и съёмочной группой происходит масштабная драка. Тем временем на место съёмок приезжает бизнесмен Томми Хайнс и его соцработница Хизер. Томми хочет увидеть кукол, использующихся для съёмок.
Тем временем одна из членов съёмочной группы, Полли, решает использовать только что пришедшую по почте коробку со сладостями и остановить драку. Среди выпечки находится Спёкшийся, который незаметно выскальзывает из упаковки и находит книгу заклинаний, в которой говорится, что он может вернуться в своё человеческое тело в том случае, если убьёт пятерых человек, помещённых в пентаграмму, и ещё одну жертву, которая должна быть девственной.
Спёкшийся устраивает резню и убивает четырёх членов съёмочной группы, но когда он собирается отрезать руку ещё одному участнику съёмок, его прогоняют Келвин и Хизер. Келвин устраивает эвакуацию людей, после чего он и Хизер пытаются остановить Спёкшегося и спасти Томми, но маньяк захватывает управление над аниматронным роботом и устраивает ещё больший хаос, но Келвин перерезает провод питания робота и кукла отключается.
Выясняется, что всё это время Томми выдавал себя за «Demon Warrior 13» и только притворялся тяжело больным. На самом деле он хотел взорвать студию в отместку за то, что Келвин отвергал все сценарии Томми, которые тот присылал на рассмотрение. Келвин отвлекает Томми, давая Хизер шанс вырубить его с помощью дубинки, но Томми понимает их обман и вырубает Келвина.
После этого Келвин приходит в себя будучи связанным на алтаре среди аниматронных кукол. Томми читает демоническое заклинание, но Спёкшийся нападает на него и решает использовать тело Келвина в качестве своего нового пристанища. Однако, когда Спёкшийся читает заклинание по переселению душ, он допускает ошибку, после чего все куклы, находящиеся в помещении, оживают и нападают на него. Куклы связывают Спёкшегося, прибивают его к кресту и распинают его, попутно сжигая его на костре. Затем сами куклы погибают от ранений, полученных от пуль.
Спустя некоторое время Келвин и Хизер поженились, в то время как фильм Келвина стал кассовым хитом и был номинирован на престижную кинопремию. Тем временем неизвестный бездомный находит на асфальте имбирное печенье и кусает его, после чего телом мужчины овладевает Спёкшийся.

## В ролях
| Актёр          | Роль                           |
| -------------- | ------------------------------ |
| Джон Вулич     | Миллард Финдлмайер/Спёкшийся   |
| Кеван Моеззи   | Келвин Читам                   |
| Келси Сандерс  | Хизер Кроукер                  |
| Джозеф Портер  | Томми Хайнс                    |
| Фрэнк Никотеро | Марти Драдель-Бриллштейн-Шварц |
| Джон Саутуэлл  | Джейк Джексон                  |
| Паркер Янг     | Корнелиус Энтеманн             |
| Мишель Бауэр   | Полли Бандерхуф                |
| Джейкоб Уиткин | Иэн Кавано                     |
| Брюс Дент      | Рики Джонсон                   |
| Дэвид Де Кото  | камео                          |
| Грег Никотеро  | камео                          |

## Критика
Веб-сайт Dread Central дал фильму неоднозначную оценку, сказав: «Хотя я должен сказать, что требуется определённая степень дерзкого цинизма, чтобы снять фильм, в котором вы, по сути, признаёте, что фильмы, которые вы снимаете, — это чушь, но при этом тратите много времени на то, чтобы жаловаться на онлайн-критиков, таких как я, которые ругают их за то, что они — чушь, особенно если учесть, что режиссёром этого фильма был человек, который предпочёл использовать псевдоним, а не указывать своё настоящее имя в титрах».
Веб-сайт Pop Horror дал фильму положительную оценку, отметив, что создатели предпочитают использовать практические эффекты, что не может не радовать, а также в сиквеле почти все персонажи стали гораздо более продуманными. Также было подмечено, что изменение сиквела в сторону чёрной комедии пошло фильму только на пользу.
Феликс Васкес-младший из Cinema Crazed дал фильму негативную оценку, написав: «В основном его можно забыть, а продолжительность чуть больше часа, так что он просто скучный».

## Сиквел
16 июля 2008 года режиссёр первого фильма Чарльз Бэнд объявил, что снимет третий фильм франшизы, «Спёкшийся 3» который, по его мнению, может выйти уже в 2009 году. Как заявлял Бэнд, в третьем фильме «Спёкшийся должен был попасть в 1970-е годы и устроить резню на дискотеке».
Изначально фильм должен был выйти в 2009 году, но премьера была отложена до сентября 2011 года.